# Angus McBean
Angus McBean (8. června 1904 – 9. června 1990) byl velšský fotograf. Narodil se v Newbridge. Jeho otec pracoval jako zeměměřič v dolech a rodina se tak často stěhovala. Po dokončení gymnáza McBean odešel studovat na Newport Technical College, kde se začal zajímat o fotografování. Později se rovněž věnoval herectví v amatérském divadle. Během své kariéry fotografoval řadu osobností, mezi které patřili například tanečník Robert Helpmann či herečka Vivien Leighová.